# Bactrophyamixia
Bactrophyamixia is een geslacht van wantsen uit de familie van de Alydidae (Kromsprietwantsen). Het geslacht werd voor het eerst wetenschappelijk beschreven door Brailovsky in 1991.

## Soorten
Het genus bevat de volgende soorten:

- Bactrophyamixia antennata Brailovsky, 1991
- Bactrophyamixia bambusicola Brailovsky, 1991
- Bactrophyamixia brailovskyi Schaefer, 2008
- Bactrophyamixia slateri Brailovsky, 1991